# Xã Stacyville, Quận Mitchell, Iowa
Xã Stacyville (tiếng Anh: Stacyville Township) là một xã thuộc quận Mitchell, tiểu bang Iowa, Hoa Kỳ. Năm 2010, dân số của xã này là 756 người.